# Fritz Ulysse Landry
Fritz Ulysse Landry (* 26. September 1842 in Le Locle; † 7. Januar 1927 in Neuenburg, reformiert, heimatberechtigt in Les Verrières, Neuenburg und Le Locle) war ein Schweizer Bildhauer und Medailleur.

## Leben
Fritz Ulysse Landry, Spross einer bekannten Neuenburger Graveurfamilie, kam am 26. September 1842 in Le Locle als Sohn des Graveurs Ulysse Landry und der Cécile geborene Jacot zur Welt. Landry besuchte das Kollegium in Neuenburg und schloss anschliessend eine Graveurlehre im Familienbetrieb an. Seine künstlerische Ausbildung absolvierte er zunächst beim Kunstmaler Barthélemy Menn an der École des Beaux-Arts in Genf und später beim Bildhauer und Medailleur Antoine Bovy in Paris, in dessen Atelier er auch während einer gewissen Zeit als Graveur beschäftigt war.
Im Jahr 1869 gründete Fritz Ulysse Landry die Berufsschule für Zeichnen in Neuenburg, an der er bis 1892 unterrichtete. Dazu war er als Zeichenlehrer am Collège latin sowie zwischen 1873 und 1911 am kantonalen Gymnasium tätig. Seinen Unterricht besuchte auch die Künstlerin Jeanne Lombard.
Fritz Ulysse Landry blieb unverheiratet und verstarb am 7. Januar 1927 84-jährig in Neuenburg.

## Wirken
Landrys künstlerisches Werk umfasst Medaillen, Reliefs, Statuetten und Grabmäler sowie kleine, von sozialen Themen inspirierte Bronzefiguren. 

### Goldvreneli

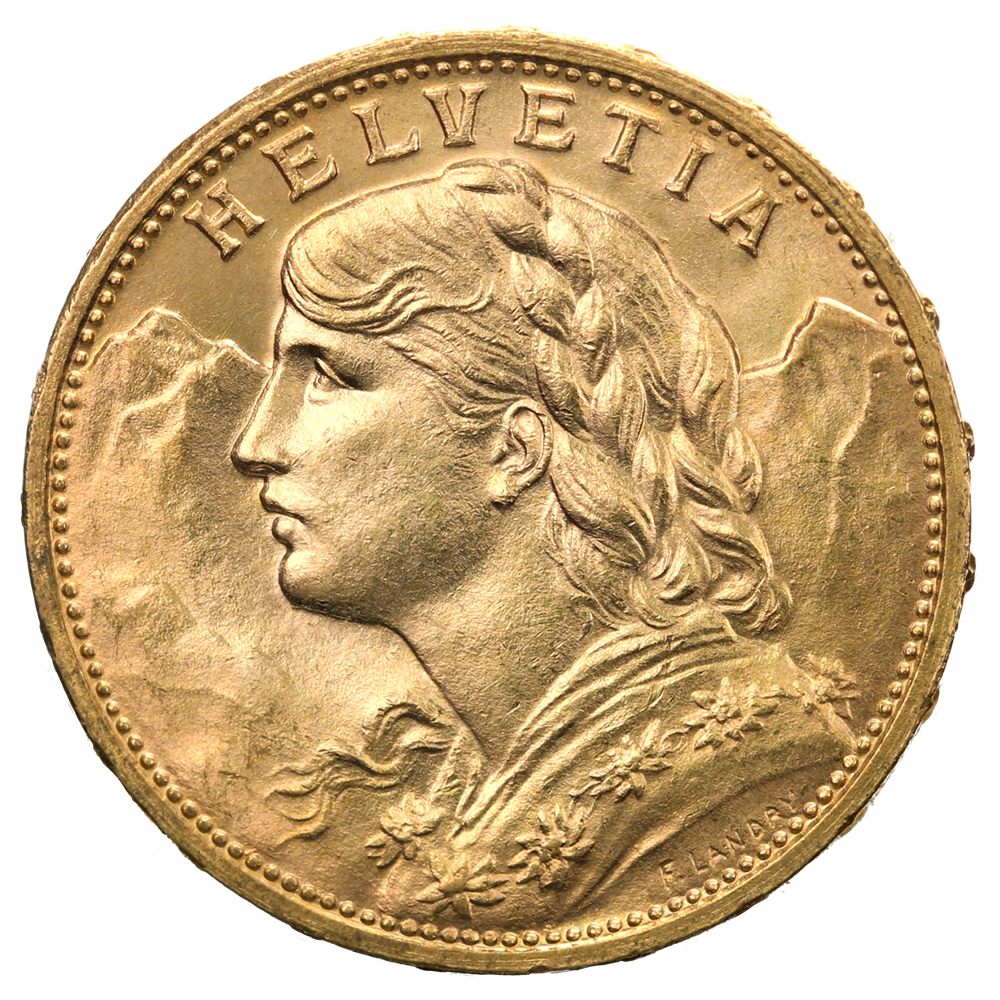
20 Schweizer Franken Goldvreneli

Im Sommer 1894 begegnete Landry auf einer Wanderung in Gadmen im Berner Oberland der vierzehnjährigen Rosa Tännler und zeichnete sie. Dieses Bild und seine Erinnerungen dienten ihm später als Vorlage für die Gestaltung der Goldmünze, die zwischen 1897 und 1949 geprägt wurde und mit dem konventionellen Stil der Schweizer Münzen brach. Ebenso kreierte 1910 für die Eidgenössische Münzstätte die 10-Franken Goldmünze, die von 1911 bis 1922 ausgegeben wurde.